# 린노지

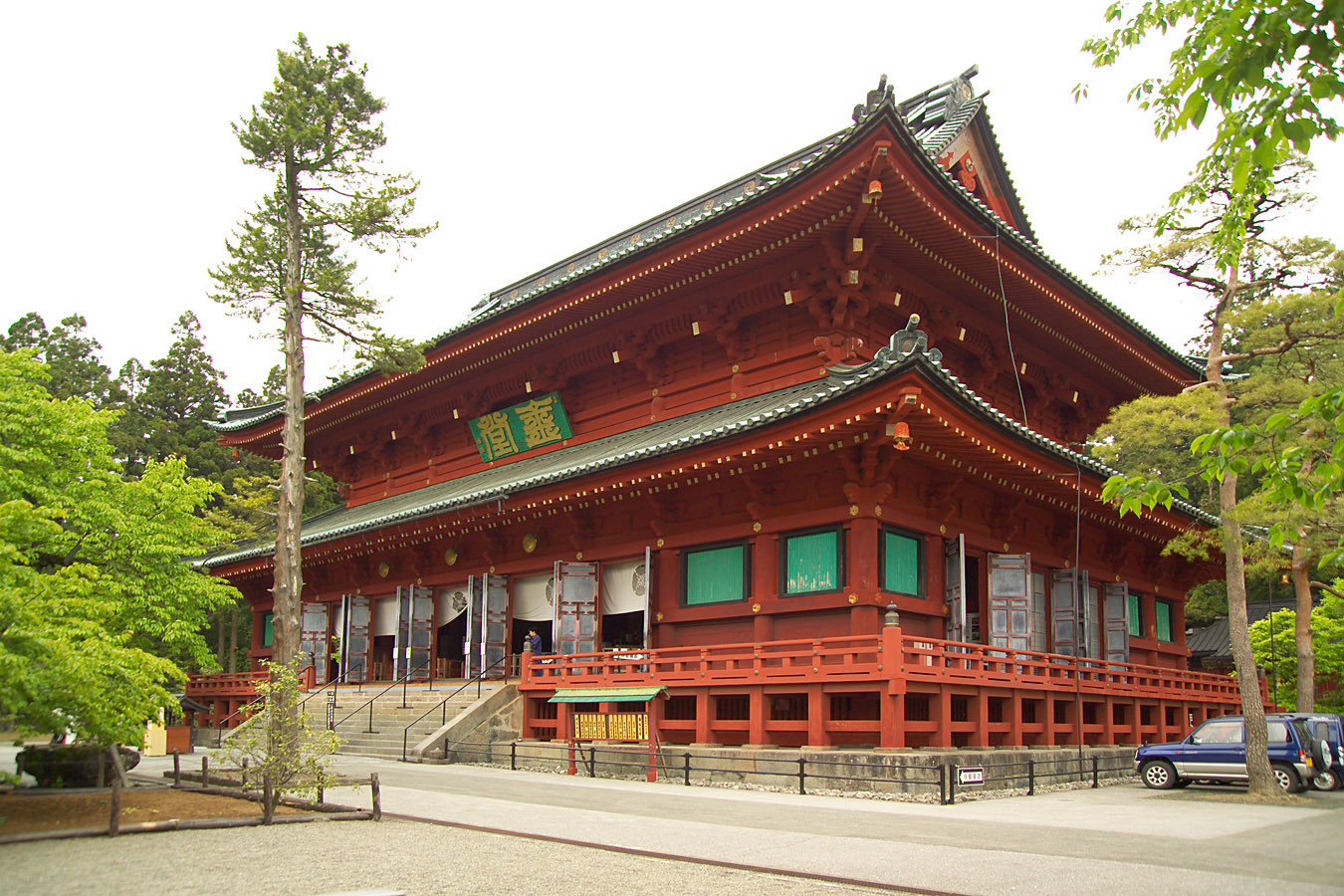
삼불당

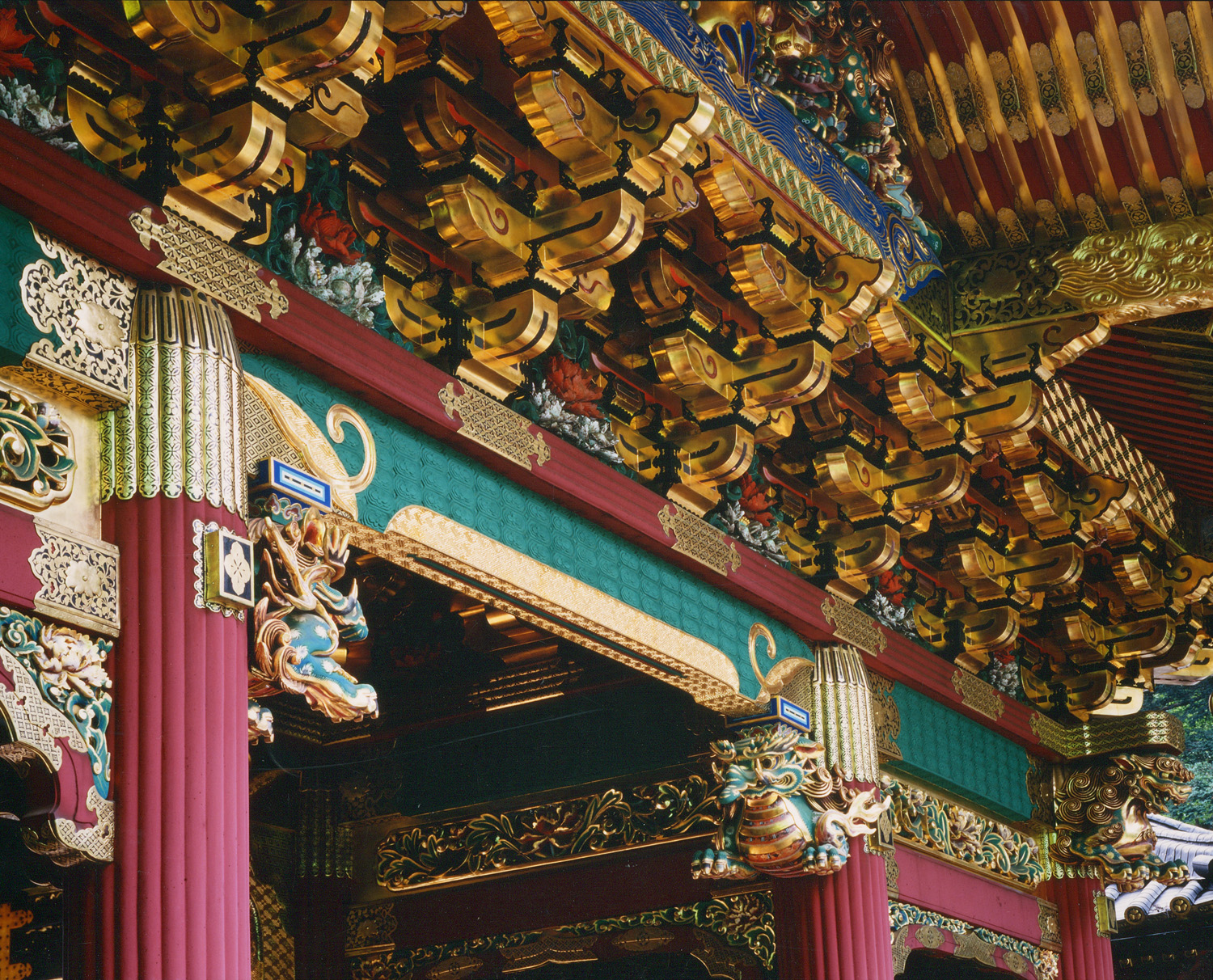
대유원영묘의 화려한 장식

린노지(輪王寺)는 일본 도치기현 닛코시에 있는 15개의 건물로 이루어진 천태종의 사원 단지이다. 766년에 불교 승려인 쇼도에 의해 세워졌다. 깊은 산 속이라는 지리적 고립성 때문에 사원은 곧 불교 승려들이 고독을 추구하기 위해 찾는 곳이 되었다.
절의 가장 유명한 건물은 삼불당(三仏堂)로 이곳에는 본방표문、호법천당、상륜 등이 있다. 후타라산 신사 서쪽에는 도쿠가와 막부의 3대 쇼군 도쿠가와 이에미쓰의 무덤인 대유원영묘(大猷院霊廟)가 있다. 그 남쪽에는 상행당(常行堂)과 법화당(法華堂)이 있으며 이곳으로부터 긴 돌층계를 오르면 중흥의 선조 덴카이를 모시는 자안당(慈眼堂)이 있다. 쇼도를 모시는 개산당(開山堂)은 동조궁 북쪽, 다키오 신사에의 참배길 도중에 있다.
닛코 동조궁, 후타라산 신사와 함께 닛코의 신사와 서원으로서 유네스코 세계유산으로 지정되어있다.